# Reprezentacja Jugosławii w skokach narciarskich
Reprezentacja Jugosławii w skokach narciarskich – grupa skoczków narciarskich wybrana do reprezentowania Jugosławii w międzynarodowych zawodach w skokach narciarskich. Ostatni występ drużynowy ekipa Jugosławii zaliczyła 14 lutego 1991 podczas Mistrzostw Świata na dużej skoczni w Predazzo, zajmując 8. miejsce.
Reprezentacja istniała do 1992 roku, kiedy nastąpił rozpad Jugosławii. W późniejszych latach reprezentanci Jugosławii występowali na międzynarodowej arenie przede wszystkim w drużynie Słowenii.

## Igrzyska olimpijskie
Skoczkowie startujący w barwach Jugosławii uczestniczyli w jedenastu zimowych igrzyskach olimpijskich w latach 1936-1988. W 1988 roku zdobyli dwa medale olimpijskie w skokach narciarskich. W konkursie indywidualnym na skoczni dużej brązowy medal wywalczył Matjaž Debelak, a w konkursie drużynowym reprezentacja Jugosławii w składzie: Primož Ulaga, Matjaž Zupan, Matjaž Debelak i Miran Tepeš zdobyła srebrny medal, przegrywając tylko z zespołem fińskim. 
Łącznie w igrzyskach wzięło udział 32 zawodników reprezentujących Jugosławię. Najmłodszym reprezentantem był Tomaž Dolar, który podczas ZIO 1984 miał 17 lat, a najstarszym - Janez Polda, który na igrzyskach w 1956 roku miał 41 lat.

### ZIO 1936
- Franc Pribošek - 39. miejsce
- Albin Novšak - 41. miejsce
- Franc Palme - 43. miejsce
- Albin Jakopič - 44. miejsce

### ZIO 1948
- Karel Klančnik - 23. miejsce
- Franc Pribošek - 32. miejsce
- Janez Polda - 41. miejsce
- Janko Mežik - 43. miejsce

### ZIO 1952
- Janez Polda - 16. miejsce
- Karel Klančnik - 29. miejsce

### ZIO 1956
- Jože Zidar - 22. miejsce
- Albin Rogelj - 23. miejsce
- Janez Polda - 24. miejsce
- Janez Gorišek - 50. miejsce

### ZIO 1964
- Ludvik Zajc - 39. na skoczni normalnej, 42. na skoczni dużej
- Miro Oman - 47. na skoczni normalnej, 36. na skoczni dużej
- Božo Jemc - 49. na skoczni normalnej, 40. na skoczni dużej
- Peter Eržen - 50.  na skoczni normalnej, 39. na skoczni dużej

### ZIO 1968
- Ludvik Zajc - 14. na skoczni normalnej, 9. na skoczni dużej
- Marjan Mesec - 38. na skoczni normalnej
- Marjan Pečar - 46. na skoczni normalnej, 39. na skoczni dużej
- Peter Eržen - 51. na skoczni normalnej, 44. na skoczni dużej
- Peter Štefančič - 38. na skoczni dużej

### ZIO 1972
- Peter Štefančič - 10. na skoczni normalnej, 48. na skoczni dużej
- Danilo Pudgar - 27. na skoczni normalnej, 8. na skoczni dużej
- Drago Pudgar - 35. na skoczni normalnej, 23. na skoczni dużej
- Marjan Mesec - 37. na skoczni normalnej, 37. na skoczni dużej

### ZIO 1976
- Bogdan Norčič - 38. na skoczni normalnej, 28. na skoczni dużej
- Branko Dolhar - 42. na skoczni normalnej, 42. na skoczni dużej
- Ivo Zupan - 46. na skoczni normalnej, 54. na skoczni dużej
- Janez Demšar - 47. na skoczni normalnej, 43. na skoczni dużej

### ZIO 1980
- Miran Tepeš - 44. na skoczni normalnej, 40. na skoczni dużej
- Brane Benedik - 45. na skoczni normalnej, 49. na skoczni dużej
- Bogdan Norčič - 48. na skoczni normalnej, 38. na skoczni dużej

### ZIO 1984
- Vasja Bajc - 17. na skoczni normalnej, 15. na skoczni dużej
- Miran Tepeš - 27. na skoczni normalnej, 45. na skoczni dużej
- Bojan Globočnik - 40. na skoczni normalnej
- Primož Ulaga - 57. na skoczni normalnej, 13. na skoczni dużej
- Tomaž Dolar - 11. na skoczni dużej

### ZIO 1988
- Matjaž Debelak - 3. na skoczni dużej, 2. drużynowo
- Matjaž Zupan - 9. na skoczni dużej, 16. na skoczni normalnej, 2. drużynowo
- Miran Tepeš - 10. na skoczni dużej, 4. na skoczni normalnej, 2. drużynowo
- Primož Ulaga - 40. na skoczni dużej, 30. na skoczni normalnej, 2. drużynowo
- Rajko Lotrič - 26. na skoczni normalnej

## Mistrzostwa świata
Jedynym jugosłowiańskim medalistą mistrzostw świata w narciarstwie klasycznym był Franci Petek, który w 1991 roku zdobył złoty medal w Predazzo. 

## Puchar Świata
Najwięcej zwycięstw w konkursach Pucharu Świata odniósł Primož Ulaga, który wygrywał dziewięciokrotnie. On też, jako jedyny reprezentant Jugosławii stanął na podium sezonu PŚ. Miało to miejsce w sezonie 1985/1986, kiedy był trzeci za Ernstem Vettori i Matti Nykänenem. Poza Ulagą, jedno zwycięstwo w konkursie PŚ odniósł także Franci Petek. 
Na podium zawodów Pucharu Świata najczęściej stawał Primož Ulaga (23 razy). Innymi zawodnikami jugosłowiańskimi, którzy stali na podium byli: Miran Tepeš (8 razy), Franci Petek (5 razy), Bogdan Norčič (2 razy), Rajko Lotrič (1 raz) oraz Matjaž Zupan (1 raz).

## Turniej Czterech Skoczni
Żaden z reprezentantów Jugosławii nie wygrał całego Turnieju Czterech Skoczni. Jedynym jugosłowiańskim zwycięzcą konkursu rozgrywanego w ramach Turnieju Czterech Skoczni był natomiast Primož Ulaga. Ten sam zawodnik czterokrotnie plasował się w pierwszej trójce pojedynczych konkursów. Na podium stawali także Božo Jemc, Bogdan Norčič i Jože Šlibar.